# Yao Wenyuan
Yao Wenyuan (chiń. 姚文元; pinyin Yáo Wényuán, wym. [jɑ̌ʊ wə̌nɥǎn]; ur. 1931, zm. 23 grudnia 2005) – chiński krytyk literacki i działacz partyjny, członek bandy czworga.

## Życiorys
Karierę rozpoczął na początku lat 50. jako krytyk literacki i publicysta w Szanghaju. Zasłynął agresywnymi, pełnymi brutalnych epitetów atakami politycznymi, co ściągnęło na niego uwagę Zhang Chunqiao. W 1965 roku na zamówienie Jiang Qing napisał artykuł atakujący sztukę Wu Hana Dymisja Han Rui, uznawany za początek rewolucji kulturalnej.
W 1966 roku został członkiem Grupy ds. Rewolucji Kulturalnej, a na początku 1967 – wiceprzewodniczącym Komitetu Rewolucyjnego w Szanghaju. Pełnił rolę głównego propagandzisty bandy czworga, nadzorując prasę i radio, zatwierdzając i samemu pisząc artykuły polityczne. Korzystając z protekcji Jiang Qing został w 1969 członkiem Biura Politycznego KPCh, a dwa lata później – drugim sekretarzem KPCh w Szanghaju.
Aresztowany po śmierci Mao Zedonga w październiku 1976, w procesie bandy czworga w 1981 skazany na 20 lat więzienia. Jako jedyny z członków bandy czworga skorzystał z usług adwokata; na pytania sędziów odpowiadał bez sensu lub udawał, że ich nie rozumie.
Zwolniony z więzienia został 23 października 1996 roku. Zmarł 23 grudnia 2005 roku.